# Музей подделок (Париж)
Музей подделок создан в 1951 году французским Союзом Производителей (фр. Union des Fabricants) с педагогической целью: его задача — показать размах фальсификации продуктов в мире, представить точку зрения производителей на влияние подделок на современную экономику, а также рассказать посетителю важность защиты авторских прав и меры наказания, предусмотренные законом за их нарушения.

## Коллекция
В музее представлено более 350 объектов, от знакомых всем поддельных CD/DVD, игрушек и прочих предметов повседневного обихода до фальшивой статуи Родена и поддельных амфор галло-римского периода.

## Практическая информация
Музей находится в XVI-м округе Парижа, ближайшая станция метро — Porte Dauphine.
Адрес музея: 16, rue de la Faisanderie, 75116 Paris.
Время работы: вторник — воскресенье, 14:00 — 17:30.